# Oppiella perspicua
Oppiella perspicua är en kvalsterart som först beskrevs av Mihelcic 1956.  Oppiella perspicua ingår i släktet Oppiella och familjen Oppiidae. Inga underarter finns listade i Catalogue of Life.